# Masacre de Deutsch Schützen
La masacre de Deutsch Schützen fue un asesinato en masa de aproximadamente 60 trabajadores forzados húngaros-judíos en Deutsch Schützen-Eisenberg (Austria) en marzo de 1945.

## Incidente y consecuencias
El asesinato, llevado a cabo por la 5.ª Panzerdivision SS Wiking ocurrió el 29 de marzo de 1945, pero los restos de las víctimas no fueron encontrados hasta 1995 por el Israelitische Kultusgemeinde Wien.
En 2008, el estudiante vienés de Ciencias Políticas Andreas Forster descubrió el nombre de Adolf Storms en documentos referentes a la masacre. Su profesor Walter Manoschek reunió más pruebas y condujo una entrevista grabada en vídeo con Storms. En 2009, Storms (de 90 años) fue imputado por su supuesta participación en la masacre.
Storms finalmente murió el 28 de junio de 2010 con 90 años.